# Kallbadhuset i Hjo
Kallbadhuset i Hjo var ett kallbadhus, som ingick i Hjo Vattenkuranstalt, senare omdöpt till Hjo Badanstalt. 
Hjo Vattenkuranstalt invigdes 1878 och var då en kuranläggning med ett varmbadhus. På önskemål av gäster byggdes redan 1881 ett kallbadhus med omklädningshytter i Vättern intill den norra piren i Hjo hamn. Det låg på insidan av piren i höjd med avslutningen av den centrala piren.
Badhuset var en låg byggnad i trä och hade en kvadratisk form med en bassäng, också kallad badsump, i mitten. Det revs efter det att friluftsbadet Strandbadet i Hjo hade anlagts 1913, strax norr om den norra hamnpiren i Hjo hamn.
| ”                                         | Anstalten innehåller numera fullständiga och tidsenliga apparater för såväl varm- som kallvattenkur. Äfven bassinbad med öppet tillträde till Vetterns för din friskhet och klarhet kända vatten, äro sedan sommaren år 1881 tillgängliga i ett då vid hamnen nybyggt kallvattenbadhus:… | „ |
| – Program för Hjo Wattenkur-Anstalt, 1882 | |   |